# 贝蒂尔·伦德尔
贝蒂尔·伦德尔（瑞典語：Bertil Lundell，1908年9月6日—1996年7月11日），瑞典男子足球、冰球运动员，场上位置是后卫。他曾代表瑞典国家队参加1936年冬季奥林匹克运动会冰球比赛，获得第5名。